# Massacre de Big Bottom
Guerre amérindienne du Nord-Ouest
Batailles
- Raid de Logan
- Campagne de Harmar
- Big Bottom
- Dunlap's Station
- Campagne de Blackberry
- Kenapacomaqua
- Wabash
- Fallen Timbers

Le massacre de Big Bottom est l'attaque le 2 janvier 1791 par un groupe de guerriers lenapes et wendats d'un fortin construit par des colons sur la rive droite de la rivière Muskingum, près du village actuel de Stockport en Ohio. Entre 12 et 14 hommes, femmes et enfants furent tués par les Amérindiens.
L'attaque s'inscrit dans le cadre de la guerre amérindienne du Nord-Ouest qui opposa de 1785 à 1795 une confédération d'Amérindiens aux États-Unis qui cherchaient à les expulser de leurs terres.